# Ferdinand von Colloredo-Mansfeld
Ferdinand von Colloredo-Mansfeld (Vienna, 30 luglio 1777 – Gresten, 10 dicembre 1848) è stato un politico austriaco.

## Biografia
Rampollo della nobile famiglia austriaca di origini italiane dei conti di Colloredo, Ferdinand era figlio del principe Franz de Paula Gundaker von Colloredo-Mansfeld e di sua moglie, la contessa Maria Isabella von Mansfeld.
Data la sua posizione di ultrogenito e la salute cagionevole, venne destinato dalla famiglia alla carriera ecclesiastica e per questo studiò legge presso le università di Würzburg e Gottinga. Successivamente, abbandonata l'idea del clero, entrò al servizio diplomatico austriaco. Nel 1801 divenne inviato al Reichstag di Ratisbona e venne direttamente coinvolto nelle discussioni sul Reichsdeputationshauptschluss. In seguito divenne ambasciatore presso il Regno di Napoli.
Nel 1808 decise di ritirarsi a vita privata per un breve tempo e poi nel 1809 entrò nell'esercito prendendo parte alla Battaglia di Aspern e a quella di Wagram. Su iniziativa del arciduca Carlo d'Asburgo-Teschen, a seguito dei due scontri venne premiato con la croce di commendatore dell'Ordine imperiale di Leopoldo. Dopo la guerra tornò di nuovo all'amministrazione dei suoi beni fondiari. Nel 1814, col ritorno di Napoleone al potere in Francia, riprese il servizio militare in difesa della patria.
Dopo la guerra, nel 1822, divenne consigliere di stato e membro del parlamento per la Bassa Austria, giocando un ruolo fondamentale nella stesura del regolamento per la tassa di proprietà che venne approvato nel 1824.
Investì denaro a Dürnkrut per la fondazione della prima fabbrica di zucchero nel paese, dando così un notevole contributo allo sviluppo economico nazionale. Nel 1819 del resto era già stato coinvolto tra i fondatori della prima cassa di risparmio austriaca così come nel 1825 fu tra i fondatori della prima compagnia assicuratrice nazionale. Nel 1838 venne nominato Generalhofbaudirektor col compito di sovrintendere al rischio di incendi a Vienna, derivando una linea d'acqua per questo scopo dal Tiergarten Schönbrunn al Castello di Schönbrunn.
All'inizio della rivoluzione del marzo del 1848, pur impegnandosi attivamente nel mantenimento dell'ordine come comandante della Akademische Legion, cercò di agire con moderazione.

## Matrimonio e figli
Nel 1801 sposò la baronessa Auguste Groschlag von Dieburg, ma il matrimonio venne annullato nel 1809 ed egli si risposò a Zurigo nel 1810 con la figlia di un patrizio locale, Marie Margarethe von Ziegler. Da questo matrimonio nacquero due figli:
- Joseph Franz (1813-1895), V principe di Colloredo-Mansfeld, sposò Maria Teresa von Lebzeltern
- Ida (1816-1857), sposò il conte Alfonso di Collalto e San Salvatore

Nel 1842 si risposò per la terza volta con la baronessa Emilie von Metzburg dalla quale però non ebbe figli.

## Ascendenza
|                                                |                    |                                         | Genitori                                         |  |  | Nonni |  |  | Bisnonni                      |  |  | Trisnonni               |  |
|                                                |                    |                                         |                                                  |  |  |       |  |  | Girolamo di Colloredo-Waldsee |  |  | Ferdinando di Colloredo |  |
|                                                |                    |                                         |                                                  |  |  |       |  |  | Girolamo di Colloredo-Waldsee |  |  | Ferdinando di Colloredo |  |
|                                                |                    | Felicita Rabatta                        |                                                  |  |  |       |  |  | Girolamo di Colloredo-Waldsee |  |  |                         |  |
| Rudolph Joseph von Colloredo-Waldsee           |                    |                                         |                                                  |  |  |       |  |  | Girolamo di Colloredo-Waldsee |  |  |                         |  |
|                                                |                    | Felicita Kinsky von Wchinitz und Tettau | Wenceslaus Norbert Kinsky zu Wchinitz und Tettau |  |  |       |  |  |                               |  |  |                         |  |
|                                                |                    | Felicita Kinsky von Wchinitz und Tettau | Wenceslaus Norbert Kinsky zu Wchinitz und Tettau |  |  |       |  |  |                               |  |  |                         |  |
|                                                |                    | Felicita Kinsky von Wchinitz und Tettau | Anna Franziska Barbara zu Martinicz              |  |  |       |  |  |                               |  |  |                         |  |
| Franz de Paula Gundaker von Colloredo-Mansfeld |                    | Felicita Kinsky von Wchinitz und Tettau |                                                  |  |  |       |  |  |                               |  |  |                         |  |
|                                                |                    | Gundakar Thomas von Starhemberg         | Konrad Balthasar von Starhemberg                 |  |  |       |  |  |                               |  |  |                         |  |
|                                                |                    | Gundakar Thomas von Starhemberg         | Konrad Balthasar von Starhemberg                 |  |  |       |  |  |                               |  |  |                         |  |
|                                                |                    | Gundakar Thomas von Starhemberg         | Francesca Caterina Cavriani                      |  |  |       |  |  |                               |  |  |                         |  |
| Maria Gabriella von Starhemberg                |                    | Gundakar Thomas von Starhemberg         |                                                  |  |  |       |  |  |                               |  |  |                         |  |
|                                                |                    | Maria Josepha Joerger zu Tollet         | Johann Quintin Jorger zu Tollet                  |  |  |       |  |  |                               |  |  |                         |  |
|                                                |                    | Maria Josepha Joerger zu Tollet         | Johann Quintin Jorger zu Tollet                  |  |  |       |  |  |                               |  |  |                         |  |
|                                                |                    | Maria Josepha Joerger zu Tollet         | Maria Rosalia von Losenstein-Gschwendt           |  |  |       |  |  |                               |  |  |                         |  |
| Ferdinand von Colloredo-Mansfeld               |                    | Maria Josepha Joerger zu Tollet         |                                                  |  |  |       |  |  |                               |  |  |                         |  |
|                                                | Bruno von Mansfeld | Bruno von Mansfeld                      |                                                  |  |  |       |  |  |                               |  |  |                         |  |
|                                                | Bruno von Mansfeld | Bruno von Mansfeld                      |                                                  |  |  |       |  |  |                               |  |  |                         |  |
|                                                | Bruno von Mansfeld | Christine von Barby-Mühlingen           |                                                  |  |  |       |  |  |                               |  |  |                         |  |
| Heinrich Franz von Mansfeld                    | Bruno von Mansfeld |                                         |                                                  |  |  |       |  |  |                               |  |  |                         |  |
|                                                |                    | Maria Magdalena von Toerring            | Ferdinand von Toerring                           |  |  |       |  |  |                               |  |  |                         |  |
|                                                |                    | Maria Magdalena von Toerring            | Ferdinand von Toerring                           |  |  |       |  |  |                               |  |  |                         |  |
|                                                |                    | Maria Magdalena von Toerring            | Renata zu Schwarzenberg                          |  |  |       |  |  |                               |  |  |                         |  |
| Maria Isabella von Mansfeld                    |                    | Maria Magdalena von Toerring            |                                                  |  |  |       |  |  |                               |  |  |                         |  |
|                                                |                    | Charles d'Aspremont                     | Absalon d'Aspremont                              |  |  |       |  |  |                               |  |  |                         |  |
|                                                |                    | Charles d'Aspremont                     | Absalon d'Aspremont                              |  |  |       |  |  |                               |  |  |                         |  |
|                                                |                    | Charles d'Aspremont                     | Claude d'Y                                       |  |  |       |  |  |                               |  |  |                         |  |
| Marie Louise d'Aspremont                       |                    | Charles d'Aspremont                     |                                                  |  |  |       |  |  |                               |  |  |                         |  |
|                                                |                    | Marie Françoise de Mailly               | Louis III de Mailly                              |  |  |       |  |  |                               |  |  |                         |  |
|                                                |                    | Marie Françoise de Mailly               | Louis III de Mailly                              |  |  |       |  |  |                               |  |  |                         |  |
|                                                |                    | Marie Françoise de Mailly               | Isabelle Claire Eugénie de Croy                  |  |  |       |  |  |                               |  |  |                         |  |
|                                                |                    | Marie Françoise de Mailly               |                                                  |  |  |       |  |  |                               |  |  |                         |  |